# Vallsundet
Vallsundet är ett sund i Storsjön mellan Frösön och fastlandet i söder (Annersia). Tidigare gick här en färja mellan Frösön och fastlandet. 1998 byggdes Vallsundsbron och numera är färjelinjen nedlagd.